# Осетиноведение

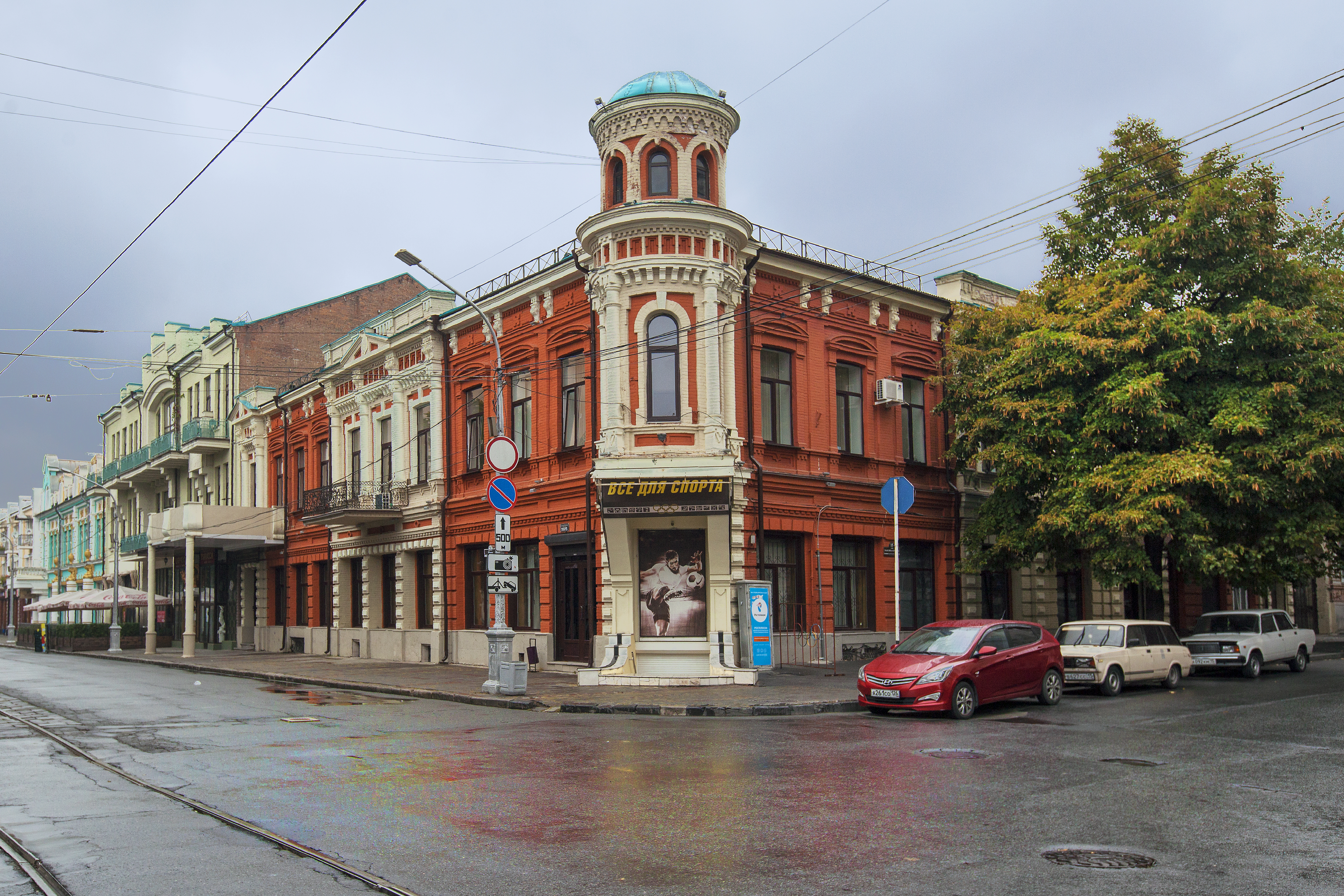
Историческое здание на пр. Мира во Владикавказе. Помещение СОИГСИ, одного из главных центров осетиноведения

Осетинове́дение — региональная ветвь иранистики, вырабатывающая и систематизирующая знания об истории, экономике, культуре Осетии и осетин.
Среди первых исследователей материальной культуры, хозяйственной жизни и верований осетин были Г. Миллер, П. Паллас, И. Потоцкий, Ю. Клапрот, А. Батырев, И. Гюльденштедт, посещавшие край в XVIII веке. Богатые историко-этнографические и географические сведения содержатся в «Материалах для новой истории Кавказа с 1722 по 1803 г.» академика П. Г. Буткова.
В начале XIX века в связи с социальными изменениями и становлением просвещения появляются первые кадры осетинской интеллигенции, среди наиболее ярких примеров — Иван Ялгузидзе, автор первой осетинской азбуки и нескольких переводов на осетинский язык.
Первым научным описанием осетинского языка стала работа академика А. М. Шёгрена, с некоторыми изменениями заложенная им система письменности используется до сих пор. Он также предложил переводы некоторых грамматических терминов на осетинский язык и видел большую перспективу в использовании осетинского языка в школе. Во второй половине XIX века были изданы исследования В. Ф. Миллера и М. М. Ковалевского.
Интерес крупных учёных к проблематике осетиноведения способствовал развитию местной интеллигенции, писателей, собирателей фольклора и др. В. Ф. Миллер признался, что «без самих осетин, без ревностного участия осетинской молодёжи не только в собирании памятников языка и словесного творчества, но и в деятельной консультации путём писем и личных бесед, он никогда не сумел бы довести своей работы до желательного конца».
После Октябрьской революции были основаны новые научные учреждения, в апреле 1919 года при Осетинской учительской семинарии создано Осетинское историко-филологическое общество, из которого вырос Северо-Осетинский научно-исследовательский институт (ныне СОИГСИ). В 1930 году при институте была открыта аспирантура. В 1925-41 годах была опубликована серия из пяти томов «Памятники народного творчества осетин». Развитие народного просвещения требовало интенсификации исследований языка и литературы, разработки вопросов графики, формирования единого литературного языка (Б. А. Алборов и др.). Развивалось изучение нартовского эпоса.
Исследованием архитектурных памятников горной Осетии — в частности, склеповых захоронений — в разные годы занимались Е. Г. Пчелина, В. А. Кузнецов, В. Х. Тменов, Р. Г. Дзаттиаты.
Вопросами религиозных верований и праздничной обрядовости, традиционного этикета и грузино-осетинских контактов занимается Л. А. Чибиров.
В рамках отдельного направления — хетагуроведения — изучается наследие поэта Коста Хетагурова.

## Институты и поддержка
Осетиноведческие исследования проводятся на базе вузов Северной и Южной Осетии, а также в Северо-Осетинском институт гуманитарных и социальных исследований и Юго-Осетинском научно-исследовательском институте. Большой вклад в осетиноведческие исследования вносят также учёные Государственного Эрмитажа, Северо-Кавказской археологической экспедиции Государственного Исторического музея и другие.
В Северной Осетии в 2011-13 годах действовала государственная программа поддержки фундаментальных и прикладных исследований в области осетиноведения. Учреждена государственная премия (с ежемесячными выплатами в течение года) и стипендия имени В. И. Абаева в области осетиноведения. В 2018 году размер премии увеличился, одновременно ужесточились критерии отбора претендентов.